# Kweon Young-jun
Kweon Young-jun (n. 29 martie 1987, Cheongju, Coreea de Sud) este un scrimer sud-coreean, medaliat olimpic. A participat la o ediție a Jocurilor Olimpice (2020) în care a câștigat o medalie de bronz.